# 對不起 標籤你
《對不起 標籤你》（Tagger），原名《Tagger咩玩法》，為一個ViuTV播放的真人騷節目，節目一共有兩季。
第一季於2016年8月20日在ViuTV首播，播放時間為逢星期六、日22:30至23:30，主持人為艾粒（Donald及少爺占），此節目是艾粒繼2010年無綫電視節目《逐格鬥》後，相隔六年再度主持電視節目；而第二季於2019年7月15日在ViuTV首播，播放時間為逢星期一至五23:00至23:30，主持人為火火及許博文（強尼）。
每集節目會請來4位疑似與該集標籤有關的人士（稱為「金魚」），讓「Tagger」（標籤者）成員（第一季包括李敏、李蔓瑩、英健朗、許博文、陳禮賢，第二季包括許妤茵、何詠堤、曾贊學、劉兆豐、陳頌堯、陳康琪，每集出現其中三位）及與該集標籤有關的嘉賓猜測誰是真正被標籤的對象。之後會邀請其中一至兩位Tagger成員體驗被標籤對象的生活。

## 每集列表

### 第一季
| 集數 | 播映日期 | 主題     | 金魚（被標籤的對象）              | Tagger成員             | 嘉賓   | 真正被標籤的對象 | 體驗相關生活的Tagger |
| 1    | 8月20日  | MK       | 梁梓泳、劉偉耀、貝麗婷、禤嘉衛    | 李敏、李蔓瑩、英健朗   | 阮民安 | 結果 貝麗婷      | 結果 李蔓瑩、英健朗  |
| 2    | 8月21日  | TG       | 謝諾琳、丁樂遙、何鍚健、吳鏵鍵    | 李敏、許博文、陳禮賢   | 許嘉浩 | 結果 丁樂遙      | 結果 許博文          |
| 3    | 8月27日  | TB       | 陳嘉敏、鄧寶儀、呂寶鈿、賴冬爾頓  | 李敏、許博文、陳禮賢   | 路芙   | 結果 鄧寶儀      | 結果 李敏            |
| 4    | 8月28日  | GAY      | 羅可風、余富根、陳健聰、嚴鉅乾    | 許博文、李敏、英健朗   | 梁梓禧 | 結果 陳健聰      | 結果 許博文          |
| 5    | 9月3日   | 毒L      | 馮震宇、胡開遠、陳逢宇、Masa      | 陳禮賢、李蔓瑩、英健朗 | 梁健昇 | 結果 Masa        | 結果 陳禮賢          |
| 6    | 9月4日   | 美醜     | Yanki Chan、Kat C、In Lee、吳祟曦 | 許博文、李蔓瑩、陳禮賢 | 陳子懿 | 結果 吳祟曦      | 結果 李蔓瑩          |
| 7    | 9月10日  | 廢青     | 袁正熹、張淑瑜、陳嘉瑩、袁桂禧    | 許博文、李蔓瑩、英健朗 | 伍文岍 | 結果 張淑瑜      | 結果 英健朗          |
| 8    | 9月11日  | 觀音娘娘 | 梁皓恩、西村由家、馬嘉虹、張綽芝  | 李敏、陳禮賢、李蔓瑩   | 杜小喬 | 結果 張綽芝      | 結果 李敏            |
| 9    | 9月17日  | 富二代   | 陳英鳴、王煒彤、鄧耀昇、吳子      | 許博文、李蔓瑩、英健朗 | 顏福偉 | 結果 鄧耀昇      | 結果 英健朗          |
| 10   | 9月18日  | 內地人   | 莫耀華、黃劍冰、郭偉豪、周若楠    | 李敏、許博文、陳禮賢   | 不適用 | 結果 周若楠      | 結果 許博文、陳禮賢  |

### 第二季
| 集數 | 播映日期 | 主題       | 金魚（被標籤的對象）               | Tagger成員             | 嘉賓   | 真正被標籤的對象            | 體驗相關生活的Tagger        |
| 1    | 7月15日  | 南亞人     | 黃司禮、黃庭禮、Waqas Butt、曾建峯 | 許妤茵、何詠堤、曾贊學 | 陳振華 | 結果 Waqas Butt             | 結果 曾贊學                 |
| 2    | 7月16日  | 南亞人     | 黃司禮、黃庭禮、Waqas Butt、曾建峯 | 許妤茵、何詠堤、曾贊學 | 陳振華 | 結果 Waqas Butt             | 結果 曾贊學                 |
| 3    | 7月17日  | 窮L        | 老俊彥、梁卓生、歐錦添、章偉鎽     | 劉兆豐、陳頌堯、陳康琪 | 不適用 | 結果 歐錦添                 | 結果 陳頌堯                 |
| 4    | 7月18日  | 窮L        | 老俊彥、梁卓生、歐錦添、章偉鎽     | 劉兆豐、陳頌堯、陳康琪 | 不適用 | 結果 歐錦添                 | 結果 陳頌堯                 |
| 5    | 7月19日  | Double May | 朱詠家、海諾、陳雅慧、姚最兒       | 曾贊學、陳康琪、劉兆豐 | 陳彥行 | 結果 海諾                   | 結果 曾贊學、陳康琪         |
| 6    | 7月22日  | Double May | 朱詠家、海諾、陳雅慧、姚最兒       | 曾贊學、陳康琪、劉兆豐 | 陳彥行 | 結果 海諾                   | 結果 曾贊學、陳康琪         |
| 7    | 7月23日  | 紅Van司機  | 施毅鵬、麥培輝、馬世雄、鄭力華     | 陳頌堯、何詠堤、劉兆豐 | 林雪   | 結果 施毅鵬                 | 結果 劉兆豐                 |
| 8    | 7月24日  | 紅Van司機  | 施毅鵬、麥培輝、馬世雄、鄭力華     | 陳頌堯、何詠堤、劉兆豐 | 林雪   | 結果 施毅鵬                 | 結果 劉兆豐                 |
| 9    | 7月25日  | 地盤工人   | 譚汝康、劉文鴻、徐錦源、陳力而     | 陳康琪、曾贊學、許妤茵 | 吳業建 | 結果 劉文鴻                 | 結果 陳康琪                 |
| 10   | 7月26日  | 地盤工人   | 譚汝康、劉文鴻、徐錦源、陳力而     | 陳康琪、曾贊學、許妤茵 | 吳業建 | 結果 劉文鴻                 | 結果 陳康琪                 |
| 11   | 7月29日  | 露宿者     | 林偉年、李玉薇、莊峻豪、Simon Lee  | 許妤茵、劉兆豐、陳康琪 | 吳衞東 | 結果 Simon Lee              | 結果 許妤茵                 |
| 12   | 7月30日  | 露宿者     | 林偉年、李玉薇、莊峻豪、Simon Lee  | 許妤茵、劉兆豐、陳康琪 | 吳衞東 | 結果 Simon Lee              | 結果 許妤茵                 |
| 13   | 7月31日  | 環保L      | 陳銳強、Koko、黃菀參、嘉樂         | 曾贊學、何詠堤、陳頌堯 | 野人   | 結果 黃菀參                 | 結果 曾贊學、何詠堤         |
| 14   | 8月1日   | 環保L      | 陳銳強、Koko、黃菀參、嘉樂         | 曾贊學、何詠堤、陳頌堯 | 野人   | 結果 黃菀參                 | 結果 曾贊學、何詠堤         |
| 15   | 8月2日   | 易服男     | 馬源正、鄭寧豐、李俊、晴晴         | 陳頌堯、劉兆豐、陳康琪 | 馬宗瀚 | 結果 晴晴                   | 結果 劉兆豐                 |
| 16   | 8月5日   | 易服男     | 馬源正、鄭寧豐、李俊、晴晴         | 陳頌堯、劉兆豐、陳康琪 | 馬宗瀚 | 結果 晴晴                   | 結果 劉兆豐                 |
| 17   | 8月6日   | 流浪狗     | Whisky、XO、寶美、Thank You        | 何詠堤、許妤茵、陳頌堯 | 陳嘉怡 | 結果 Thank You              | 結果 何詠堤、陳頌堯         |
| 18   | 8月7日   | 流浪狗     | Whisky、XO、寶美、Thank You        | 何詠堤、許妤茵、陳頌堯 | 陳嘉怡 | 結果 Thank You              | 結果 何詠堤、陳頌堯         |
| 19   | 8月8日   | 港蛙       | 歐偉邦、黃哲成、王竺欣、謝世傑     | 陳頌堯、劉兆豐、許妤茵 | 河國榮 | 結果 歐偉邦、黃哲成、王竺欣 | 結果 陳頌堯、劉兆豐、許妤茵 |
| 20   | 8月9日   | 港蛙       | 歐偉邦、黃哲成、王竺欣、謝世傑     | 陳頌堯、劉兆豐、許妤茵 | 河國榮 | 結果 歐偉邦、黃哲成、王竺欣 | 結果 陳頌堯、劉兆豐、許妤茵 |

## 外部連結
- ViuTV：對不起 標籤你 （页面存档备份，存于）－節目重溫
- ViuTV：對不起 標籤你 II （页面存档备份，存于）－節目重溫

| 香港 ViuTV 星期六、日 22:30－23:30           | 香港 ViuTV 星期六、日 22:30－23:30 | 香港 ViuTV 星期六、日 22:30－23:30           |
| -------------------------------------------- | --- | -------------------------------------------- |
|                                              | 對不起 標籤你 （2016年8月20日－9月18日） |                                              |
| 當衝三小遇上+886MM （2016年8月6日－8月14日） | 星期六： 我的Hero（22:30-23:00） 武井試煉場（23:00-23:30） （2016年9月24日－10月15日）星期日：美選D.n.A（第1-4集） （2016年9月25日－10月16日） |                                              |
| 香港 ViuTV 星期一至五 23:00－23:30           | |                                              |
| 厲害了！蘇哥兒 （2019年6月24日－7月12日）    | 對不起 標籤你 II （2019年7月15日－8月9日） | 臺灣文西 Only You （2019年8月12日－8月30日） |